# Liga Mistrzów UEFA (2001/2002)
X Liga Mistrzów UEFA 2001/2002

(ang. UEFA Champions League)
XLVII Puchar Europy Mistrzów Klubowych 2001/2002

(ang. European Champion Clubs' Cup)

## I runda kwalifikacyjna
| Lewski Sofia – FK Željezničar 4:0 i 0:0 1 11.07 2001 1:0 Terzijew 7, 2:0 Iwanow 20, 3:0 Markow 28, 4:0 Iwanow 73k 2 18.07 2001                                                                                          |
| Linfield F.C. – Torpedo Kutaisi 0:0 i 0:1 1 11.07 2001 2 18.07 2001 0:1 Aszwetia 70 |
| Knattspyrnufélag Reykjavíkur – KF Vllaznia 2:1 i 0:1 1 11.07 2001 0:1 Duro 17, 1:1 Benediktsson 63, 2:1 Olafsson 78 2 18.07 2001 0:1 Duro 62                                                                            |
| Słoga Jugomagnat Skopje – FBK Kaunas 0:0 i 1:1 1 11.07 2001 2 18.07 2001 1:0 Nuhiji 52,1:1 Papeckis 65 |
| VB Vágur – Sławija Mozyrz 0:0 i 0:5 1 11.07 2001 2 18.07 2001 0:1 Wierzbicki 4s, 0:2 Strypeikis 12, 0:3 Rybakow 23, 0:4 Strypeikis 27k, 0:5 Strypeikis 31                                                               |
| Bohemian F.C. – Levadia Maardu 3:0 i 0:0 1 11.07 2001 1:0 Maher 2, 2:0 Crowe 10, 3:0 Crowe 56k 2 18.07 2001 |
| Barry Town – FK Şəmkir 2:0 i 1:0 1 11.07 2001 1:0 York 63, 2:0 French 68 2 18.07 2001 1:0 Phillips 58 |
| Valletta FC – FC Haka 0:0 i 0:5 1 11.07 2001 2 18.07 2001 0:1 Torkkeli 4, 0:2 Kovács 15, 0:3 Kovács 22, 0:4 Kovács 28, 0:5 Pogioli 90                                                                                   |
| F91 Dudelange – Skonto FC 1:6 i 1:0 1 11.07 2001 0:1 Verpakovskis 2, 1:1 Cicchirillo 43, 1:2 Michołap 60, 1:3 Kolesnicenko 65, 1:4 Michołap 75, 1:5 Kolesnicenko 85, 1:6 Zemlinskis 71k 2 18.07 2001 1:0 Cicchirillo 77 |
| Araks-Impeks Erywań – Sheriff Tyraspol 0:1 i 0:2 1 11.07 2001 0:1 Barburos 60 2 18.07 2001 0:1 Comlionoc 12, 0:2 Dadu 90                                                                                                |

## II runda kwalifikacyjna
| RSC Anderlecht – Sheriff Tyraspol 4:0 i 2:1 1 25.07 2001 1:0 Crasson 18, 2:0 de Boeck 41, 3:0 de Boeck 65, 4:0 Crasson 81 2 01.08 2001 0:1 Boret 4, 1:1 Jaszczuk 28k, 2:1 de Boeck 59                                                                                           |
| Szachtar Donieck – FC Lugano 3:0 i 1:2 1 25.07 2001 1:0 Bacharew 21, 2:0 Tymoszczuk 57, Worobiej 65 2 01.08 2001 1:0 Agahowa 13, 1:1 Gaspoz 53, 1:2 Rossi 66 |
| Ferencvárosi TC – Hajduk Split 0:0 i 0:0 (dog), karne 4:5 1 25.07 2001 2 01.08 2001 |
| Bohemian F.C. – Halmstads BK 1:2 i 0:2 1 25.07 2001 1:0 Crowe 23, 1:1 Jönsson 31k, 1:2 Selaković 55 2 01.08 2001 0:1 Jönsson 57, 0:2 Selakovic 68 |
| Torpedo Kutaisi – FC København 1:1 i 1:3 1 25.07 2001 0:1 Zuma 43, 1:1 Aszwetija 77 2 01.08 2001 0:1 Zuma 45, 0:2 Lønstrup 59, 0:3 Fernandez 74, Kutateładze 90 |
| Omonia Nikozja – FK Crvena zvezda 1:1 i 1:2 1 25.07 2001 0:1 Pjanović 30, 1:1 Thiebaut 70 2 01.08 2001 0:1 Lerinc 53, 1:1 Kaiafas 71, 1:2 Ačimović 79 |
| FC Haka – Maccabi Hajfa 0:1 i 3:0vo 1 25.07 2001 0:1 Zano 28k 2 01.08 2001 0:1 Rosso 39, 0:2 Katan 57, 0:3 Katan 78, 0:4 Katan 90 drugi mecz Maccabi wygrał 4:0, jednak przyznano walkower dla klubu Haka z powodu występu zawieszonego gracza w drużynie Maccabi (Walid Badir) |
| Lewski Sofia – SK Brann 0:0 i 1:1 1 25.07 2001 2 01.08 2001 1:0 Iwanow 5, 1:1 Walltin 16 |
| Galatasaray SK – KF Vllaznia 2:0 i 4:1 1 25.07 2001 1:0 Ümit Karan 18, 2:0 Suat Kaya 90 2 01.08 2001 0:1 Sinani 33, 1:1 Ümit Karan 38, 2:1 Arif Erdem 49, 3:1 Hasan Sas 73, 4:1 Serkan Aykut 78                                                                                 |
| FC Porto – Barry Town 8:0 i 1:3 1 25.07 2001 1:0 Peńa 12, 2:0 Deco 22k, 3:0 Deco 23k, 4:0 Söderström 41, 5:0 Deco 43, 6:0 Peńa 51, 7:0 Peńa 52, 8:0 Peńa 72 2 01.08 2001 1:0 Rafael 17, 1:1 Phillips 37, 1:2 Flynn 39, 1:3 Lloyd 89k                                            |
| Steaua Bukareszt – Słoga Jugomagnat Skopje 3:0 i 2:1 1 25.07 2001 1:0 Raducanu 1, 2:0 Raducanu 19, 3:0 Trica 82 2 01.08 2001 1:0 Falemi 18, 2:0 Raducanu 41, 2:1 Nuhiji 86 |
| Skonto FC – Wisła Kraków 1:2 i 0:1 1 25.07 2001 0:1 Głowacki 48, 1:1 Korgalidze 78, 1:2 Żurawski 80k 2 01.08 2001 0:1 Żurawski 85 |
| Sławija Mozyrz – Inter Bratysława 0:1 i 0:1 1 25.07 2001 0:1 Kunzo 43 2 01.08 2001 0:1 Lembakoali 73 |
| Maribor Branik – Rangers 0:3 i 1:3 1 25.07 2001 0:1 Flo 38, 0:2 Nerlinger 56, 0:3 Flo 73k 2 01.08 2001 1:0 Starcevic 16, 1:1 Flo 55, 1:2 Caniggia 58, 1:3 Caniggia 71 |

## III runda kwalifikacyjna
| Galatasaray SK – Lewski Sofia 2:1 i 1:1 1 08.08 2001 1:0 Ümit Karan 9, 2:0 Ümit Davala 74, 2:1 Iwanow 78 2 22.08 2001 1:0 Serkan Aykut 50, 1:1 Pantelić 78 |
| FK Crvena zvezda – Bayer 04 Leverkusen 0:0 i 0:3 1 08.08 2001 2 22.08 2001 0:1 Neuville 13, 0:2 Kirsten 31, 0:3 Neuville 59, |
| AFC Ajax – Celtic F.C. 1:3 i 1:0 1 08.08 2001 0:1 Petta 7, 0:2 Agathe 19, 1:2 Arweładze 40, 1:3 Sutton 55 2 22.08 2001 1:0 Wamberto 30 |
| Szachtar Donieck – Borussia Dortmund 0:2 i 1:3 1 08.08 2001 0:1 Ricken 35, 0:2 Oliseh 73 2 22.08 2001 1:0 Agahowa 7, 1:1 Koller 50, 1:2 Amoroso 64, 1:3 Koller 68, |
| Wisła Kraków – FC Barcelona 3:4 i 0:1 1 08.08 2001 1:0 Pater 22, 1:1 Rivaldo 31k, 2:1 Pater 32, 2:2 Rivaldo 34, 3:2 Frankowski 38, 3:3 Kluivert 56, 3:4 Rivaldo 73 2 22.08 2001 0:1 Luis Enrique 72 |
| Halmstads BK – RSC Anderlecht 2:3 i 1:1 1 08.08 2001 1:0 Svensson 13, 1:1 Seol 56, 1:2 Hasi 66, 2:2 Selaković 76, 2:3 Mornar 87 2 22.08 2001 1:0 Jönsson 12, 1:1 de Boeck 83 |
| FC Porto – Grasshopper Club Zürich 2:2 i 3:2 1 08.08 2001 1:0 Paredes 6, 1:1 Nuńez 50, 1:2 Petric 57, 2:2 Postiga 59 2 22.08 2001 1:0 Clayton 14, 2:0 Capucho 43, 2:1 Petric 78, 3:1 Deco 80, 3:2 Chapuisat 87 |
| Lokomotiw Moskwa – FC Tirol Innsbruck 3:1 i 0:1 1 08.08 2001 1:0 Lekseto 2, 1:1 Kirchler 19, 2:1 Izmajłow 37, 3:1 Ignaszewicz 79 2 22.08 2001 1:0 ? 2 08.09 2001 0:1 Brzęczek 30 drugi mecz rozegrany 22 sierpnia zakończył się wynikiem 1:0 dla Lokomotiwu, jednak nakazano jego powtórkę, do której doszło 8 września – przyczyną zamieszania było to, że zawodnik Lokomotiwu, pomimo tego, że otrzymał dwie żółte kartki, grał do końca spotkania |
| Rangers – Fenerbahçe SK 0:0 i 1:2 1 08.08 2001 2 22.08 2001 0:1 Revivo 4, 1:1 Ricksen 75, 1:2 Akin 72 |
| Inter Bratysława – Rosenborg BK 3:3 i 0:4 1 08.08 2001 0:1 Brattbakk 10, 1:1 Lembakoali 50, 2:1 Lembakoali 62, 3:1 Drobnak 67, 3:2 Skammelsrud 76k, 3:3 Kunzo 88s 2 22.08 2001 0:1 Johnsen 10, 0:2 Rushfeldt 15, 0:3 Skammelsrud 43, 0:4 Strand 86 |
| Slavia Praga – Panathinaikos AO 1:2 i 0:1 1 08.08 2001 0:1 Liberopoulos 25, 0:2 Karagounis 57, 1:2 Kuka 68 2 22.08 2001 0:1 Basinas 27k |
| AC Parma – Lille OSC 0:2 i 1:0 1 08.08 2001 0:1 Bassir 47, 0:2 Ecker 80 2 22.08 2001 1:0 Sensini 28 |
| Steaua Bukareszt – Dynamo Kijów 2:4 i 1:1 1 08.08 2001 0:1 Biełkiewicz 9k, 0:2 Biełkiewicz 26, 1:2 Trica 29, 1:3 Idahor 43, 2:3 Trica 52, 2:4 Melaszczenko 63 2 22.08 2001 1:0 Neaga 30, 1:1 Melashchenko 46 |
| FC København – S.S. Lazio 2:1 i 1:4 1 08.08 2001 0:1 Crespo 56, 1:1 Laursen 73k, 2:1 Fernandez 85 2 22.08 2001 0:1 Crespo 48, 0:2 Crespo 63, 0:3 Claudio Lopez 64, 1:3 Zuma 81, 1:4 Fiore 90 |
| FC Haka – Liverpool 0:5 i 1:4 1 08.08 2001 0:1 Heskey 32, 0:2 Owen 55, 0:3 Owen 64, 0:4 Hyppiä 86, 0:5 Owen 87 2 22.08 2001 0:1 Fowler 37, 1:1 Kovacs 45, 1:2 Redknapp 50, 1:3 Heskey 57, 1:4 Wilson 83s |
| Hajduk Split – RCD Mallorca 1:0 i 0:2 1 08.08 2001 1:0 Musa 29 2 22.08 2001 0:1 Eto'o 25, 0:2 Luque 92 |

## I faza grupowa
Z powodu ataku terrorystycznego na USA z 11 września mecze pierwszej rundy grup E-H przeniesiono z 12 września na 10 października

### Grupa A
| Lokomotiw Moskwa – RSC Anderlecht 1:1 (1:1) - 11.09 2001 0:1 Hendrickx 15, 1:1 Maminow 18                                                                |
| AS Roma – Real Madryt 1:2 (0:0) - 11.09 2001 0:1 Figo 50, 0:2 Guti 63, 1:2 Totti 73k                                                                     |
| RSC Anderlecht – AS Roma 0:0 - 19.09 2001 |
| Real Madryt – Lokomotiw Moskwa 4:0 (1:0) - 19.09 2001 1:0 Munitis 39, 2:0 Figo 64k, 3:0 Roberto Carlos 81, 4:0 Savio 87                                  |
| Real Madryt – RSC Anderlecht 4:1 (0:1) - 26.09 2001 0:1 Dindane 33, 1:1 Celades 49, 2:1 Raul 51, 3:1 Raul 68, 4:1 Solari 79                              |
| AS Roma – Lokomotiw Moskwa 2:1 (0:0) - 26.09 2001 0:1 Obradović 59, 1:1 Czugajnow 69s, 2:1 Totti 79                                                      |
| RSC Anderlecht – Real Madryt 0:2 (0:2) - 16.10 2001 0:1 Roberto Carlos 19, 0:2 McManaman 35                                                              |
| Lokomotiw Moskwa – AS Roma 0:1 (0:0) - 16.10 2001 0:1 Cafu 78                                                                                            |
| Real Madryt – AS Roma 1:1 (0:1) - 24.10 2001 0:1 Totti 35, Figo 75k                                                                                      |
| RSC Anderlecht – Lokomotiw Moskwa 1:5 (1:2) - 24.10 2001 1:0 Ilić 2, 1:1 Izmaiłow 13, 1:2 Sennikow 28, 1:3 Pimienow 58, 1:4 Buznikin 63, 1:5 Buznikin 69 |
| AS Roma – RSC Anderlecht 1:1 (0:1) - 30.10 2001 0:1 Mornar 11, 1:1 Delvecchio 52                                                                         |
| Lokomotiw Moskwa – Real Madryt 2:0 (1:0) - 30.10 2001 1:0 Buznikin 30, 2:0 Czerewczenko 50                                                               |

| Poz | Klub             | Mecze | Zw | Rem | Por | Pkt | BrZd | BrStr |
| --- | ---------------- | ----- | -- | --- | --- | --- | ---- | ----- |
| 1   | Real Madryt      | 6     | 4  | 1   | 1   | 13  | 13   | 5     |
| 2   | AS Roma          | 6     | 2  | 3   | 1   | 9   | 6    | 5     |
| 3   | Lokomotiw Moskwa | 6     | 2  | 1   | 3   | 7   | 9    | 9     |
| 4   | RSC Anderlecht   | 6     | 0  | 3   | 3   | 3   | 4    | 13    |

### Grupa B
| Dynamo Kijów – Borussia Dortmund 2:2 (2:0) - 11.09 2001 1:0 Melaszczenko 15, 2:0 Idahor 45, 2:1 Koller 56, 2:2 Amoroso 74 |
| Liverpool – Boavista FC 1:1 (1:1) - 11.09 2001 0:1 Silva 3, 1:1 Owen 29                                                   |
| Borussia Dortmund – Liverpool 0:0 - 19.09 2001                                                                            |
| Boavista FC – Dynamo Kijów 3:1 (3:1) - 19.09 2001 1:0 Sanchez 4, 1:1 Ghioane 5, 2:1 Silva 11, 3:1 Duda 30                 |
| Boavista FC – Borussia Dortmund 2:1 (2:0) - 26.09 2001 1:0 Silva 23, 2:0 Sanchez 39, 2:1 Amoroso 76                       |
| Liverpool – Dynamo Kijów 1:0 (1:0) - 26.09 2001 1:0 Litmanen 23                                                           |
| Borussia Dortmund – Boavista FC 2:1 (0:1) - 16.10 2001 0:1 Goulart 33, 1:1 Ricken 50, 2:1 Koller 68                       |
| Dynamo Kijów – Liverpool 1:2 (0:1) - 16.10 2001 0:1 Murphy 43, 1:1 Ghioane 59, 1:2 Gerrard 67                             |
| Boavista FC – Liverpool 1:1 (0:1) - 24.10 2001 0:1 Murphy 17, 1:1 Silva 60                                                |
| Borussia Dortmund – Dynamo Kijów 1:0 (1:0) - 24.10 2001 1:0 Rosicky 34                                                    |
| Liverpool – Borussia Dortmund 2:0 (1:0) - 30.10 2001 1:0 Šmicer 15, 2:0 Wright 82                                         |
| Dynamo Kijów – Boavista FC 1:0 (0:0) - 30.10 2001 1:0 Melaszczenko 49                                                     |

| Poz | Klub              | Mecze | Zw | Rem | Por | Pkt | BrZd | BrStr |
| --- | ----------------- | ----- | -- | --- | --- | --- | ---- | ----- |
| 1   | Liverpool         | 6     | 3  | 3   | 0   | 12  | 7    | 3     |
| 2   | Boavista FC       | 6     | 2  | 2   | 2   | 8   | 8    | 7     |
| 3   | Borussia Dortmund | 6     | 2  | 2   | 2   | 8   | 6    | 7     |
| 4   | Dynamo Kijów      | 6     | 1  | 1   | 4   | 4   | 5    | 9     |

### Grupa C
| FC Schalke 04 – Panathinaikos AO 0:2 (0:2) - 11.09 2001 0:1 Vlaović 75, 0:2 Basinas 80                                                 |
| RCD Mallorca – Arsenal F.C. 1:0 (1:0) - 11.09 2001 1:0 Engonga 12k                                                                     |
| Panathinaikos AO – RCD Mallorca 2:0 (2:0) - 19.09 2001 1:0 Vlaović 25, 2:0 Konstantinou 28                                             |
| Arsenal F.C. – FC Schalke 04 3:2 (2:1) - 19.09 2001 1:0 Ljungberg 33, 2:0 Henry 36, 2:1 Van Hoogdalem 43, 3:1 Henry 47k, 3:2 Mpenza 59 |
| Panathinaikos AO – Arsenal F.C. 1:0 (1:0) - 26.09 2001 1:0 Karagounis 25                                                               |
| FC Schalke 04 – RCD Mallorca 0:1 (0:0) - 26.09 2001 0:1 Eto'o 66                                                                       |
| Arsenal F.C. – Panathinaikos AO 2:1 (1:0) - 16.10 2001 1:0 Henry 23, 1:1 Olisadebe 50, 2:1 Henry 52k                                   |
| RCD Mallorca – FC Schalke 04 0:4 (0:2) - 16.10 2001 0:1 Van Hoogdalem 15, 0:2 Hajto 22k, 0:3 Asamoah 77, 0:4 Sand 84                   |
| Panathinaikos AO – FC Schalke 04 2:0 (1:0) - 24.10 2001 1:0 Olisadebe 31, 2:0 Konstantinou 60                                          |
| Arsenal F.C. – RCD Mallorca 3:1 (0:0) - 24.10 2001 1:0 Pires 61, 2:0 Bergkamp 63, 2:1 Novo 74, 3:1 Henry 90                            |
| FC Schalke 04 – Arsenal F.C. 3:1 (1:0) - 30.10 2001 1:0 Mulder 2, 2:0 Vermant 60, 3:0 Möller 64, 3:1 Wiltord 71                        |
| RCD Mallorca – Panathinaikos AO 1:0 (0:0) - 30.10 2001 1:0 Biagini 57                                                                  |

| Poz | Klub             | Mecze | Zw | Rem | Por | Pkt | BrZd | BrStr |
| --- | ---------------- | ----- | -- | --- | --- | --- | ---- | ----- |
| 1   | Panathinaikos AO | 6     | 4  | 0   | 2   | 12  | 8    | 3     |
| 2   | Arsenal F.C.     | 6     | 3  | 0   | 3   | 9   | 9    | 9     |
| 3   | RCD Mallorca     | 6     | 3  | 0   | 3   | 9   | 4    | 9     |
| 4   | FC Schalke 04    | 6     | 2  | 0   | 4   | 6   | 9    | 9     |

### Grupa D
| FC Nantes – PSV Eindhoven 4:1 (3:0) - 11.09 2001 1:0 André 5, 2:0 Quint 10k, 3:0 Dalmat 44, 4:0 Vahirua 75, 4:1 de Jong 90 |
| Galatasaray SK – S.S. Lazio 1:0 (0:0) - 11.09 2001 1:0 Ümit Karan 79                                                       |
| S.S. Lazio – FC Nantes 1:3 (1:1) - 19.09 2001 0:1 Fabbri 3, 1:1 Fernando Couto 7, 1:2 Armand 63, 1:3 Ziani 86              |
| PSV Eindhoven – Galatasaray SK 3:1 (1:0) - 19.09 2001 1:0 Bruggink 38, 2:0 Faber 53, 2:1 Ümit Karan 68, 3:1 Kezman 90      |
| PSV Eindhoven – S.S. Lazio 1:0 (1:0) - 26.09 2001 1:0 Hofland 40                                                           |
| FC Nantes – Galatasaray SK 0:1 (0:0) - 26.09 2001 0:1 Sergen Yalcin 79                                                     |
| S.S. Lazio – PSV Eindhoven 2:1 (1:0) - 16.10 2001 1:0 Fiore 39, 2:0 Claudio López 55k, 2:1 Kezman 56                       |
| Galatasaray SK – FC Nantes 0:0 - 16.10 2001                                                                                |
| PSV Eindhoven – FC Nantes 0:0 - 24.10 2001                                                                                 |
| S.S. Lazio – Galatasaray SK 1:0 (0:0) - 24.10 2001 1:0 Stanković 76                                                        |
| FC Nantes – S.S. Lazio 1:0 (0:0) - 30.10 2001 1:0 André 72                                                                 |
| Galatasaray SK – PSV Eindhoven 2:0 (1:0) - 30.10 2001 1:0 Sergen Yalcin 26, 2:0 Arif Erdem 50                              |

| Poz | Klub           | Mecze | Zw | Rem | Por | Pkt | BrZd | BrStr |
| --- | -------------- | ----- | -- | --- | --- | --- | ---- | ----- |
| 1   | FC Nantes      | 6     | 3  | 2   | 1   | 11  | 8    | 3     |
| 2   | Galatasaray SK | 6     | 3  | 1   | 2   | 10  | 5    | 4     |
| 3   | PSV Eindhoven  | 6     | 2  | 1   | 3   | 7   | 6    | 9     |
| 4   | S.S. Lazio     | 6     | 2  | 0   | 4   | 6   | 4    | 7     |

### Grupa E
| Rosenborg BK – FC Porto 1:2 (0:1) - 18.09 2001 0:1 Pena 10, 0:2 Deco 60, 1:2 Rushfeldt 90                                                                                |
| Juventus F.C. – Celtic F.C. 3:2 (1:0) - 18.09 2001 1:0 Trezeguet 43, 2:0 Trezeguet 55, 2:1 Petrow 67, 2:2 Larsson 86k, 3:2 Amoruso 90k                                   |
| Rosenborg BK – Juventus F.C. 1:1 (0:0) - 25.09 2001 0:1 Del Piero 85, 1:1 Skammelsrud 89k                                                                                |
| Celtic F.C. – FC Porto 1:0 (1:0) - 25.09 2001 1:0 Larsson 36 |
| Celtic F.C. – Rosenborg BK 1:0 (1:0) - 10.10 2001 1:0 Thomson 21 |
| FC Porto – Juventus F.C. 0:0 - 10.10 2001 |
| FC Porto – Celtic F.C. 3:0 (2:0) - 17.10 2001 1:0 Clayton 1, 2:0 Silva 40, 3:0 Clayton 61                                                                                |
| Juventus F.C. – Rosenborg BK 1:0 (1:0) - 17.10 2001 1:0 Trezeguet 25 |
| Rosenborg BK – Celtic F.C. 2:0 (2:0) - 23.10 2001 1:0 Brattbakk 19, Brattbakk 36                                                                                         |
| Juventus F.C. – FC Porto 3:1 (1:1) - 23.10 2001 0:1 Clayton 13, 1:1 Del Piero 32, 2:1 Montero 47, 3:1 Trezeguet 73                                                       |
| FC Porto – Rosenborg BK 1:0 (1:0) - 31.10 2001 1:0 Pena 37 |
| Celtic F.C. – Juventus F.C. 4:3 (2:1) - 31.10 2001 0:1 Del Piero 19, 1:1 Valgaeren 24, 2:1 Sutton 45, 2:2 Trezeguet 51, 3:2 Larsson 57k, 4:2 Sutton 64, 4:3 Trezeguet 77 |

| Poz | Klub          | Mecze | Zw | Rem | Por | Pkt | BrZd | BrStr |
| --- | ------------- | ----- | -- | --- | --- | --- | ---- | ----- |
| 1   | Juventus F.C. | 6     | 3  | 2   | 1   | 11  | 11   | 8     |
| 2   | FC Porto      | 6     | 3  | 1   | 2   | 10  | 7    | 5     |
| 3   | Celtic F.C.   | 6     | 3  | 0   | 3   | 9   | 8    | 11    |
| 4   | Rosenborg BK  | 6     | 1  | 1   | 4   | 4   | 4    | 6     |

### Grupa F
| Olympique Lyon – Bayer 04 Leverkusen 0:1 (0:0) - 18.09 2001 0:1 Kirsten 75                                                                               |
| Fenerbahçe SK – FC Barcelona 0:3 (0:2) - 18.09 2001 0:1 Kluivert 25, 0:2 Andersson 28, 0:3 Saviola 66                                                    |
| Fenerbahçe SK – Olympique Lyon 0:1 (0:0) - 25.09 2001 0:1 Delmotte 89                                                                                    |
| Bayer 04 Leverkusen – FC Barcelona 2:1 (0:1) - 25.09 2001 0:1 Luis Enrique 22, 1:1 Bastürk 52, 2:1 Neuville 69                                           |
| FC Barcelona – Olympique Lyon 2:0 (0:0) - 10.10 2001 1:0 Kluivert 78, 2:0 Rivaldo 87k                                                                    |
| Bayer 04 Leverkusen – Fenerbahçe SK 2:1 (1:1) - 10.10 2001 0:1 Revivo 6, 1:1 Lucio 36, 2:1 Ballack 59                                                    |
| FC Barcelona – Bayer 04 Leverkusen 2:1 (2:1) - 17.10 2001 1:0 Kluivert 12, 1:1 Ramelow 32, 2:1 Luis Enrique 38                                           |
| Olympique Lyon – Fenerbahçe SK 3:1 (1:1) - 17.10 2001 0:1 Oktay Derelioglu 35, 1:1 Govou 45, 2:1 Carričre 53, 3:1 Delmotte 68                            |
| Fenerbahçe SK – Bayer 04 Leverkusen 1:2 (1:2) - 23.10 2001 0:1 Schneider 21, 0:2 Kirsten 34, 1:2 Oktay Derelioglu 40                                     |
| Olympique Lyon – FC Barcelona 2:3 (0:2) - 23.10 2001 0:1 Kluivert 9, 0:2 Rivaldo 18, 1:2 Luyindula 66, 2:2 Carričre 88, 2:3 Gerard López 90              |
| FC Barcelona – Fenerbahçe SK 1:0 (0:0) - 31.10 2001 1:0 Rivaldo 90                                                                                       |
| Bayer 04 Leverkusen – Olympique Lyon 2:4 (1:2) - 31.10 2001 0:1 Carričre 32, 0:2 Carričre 38, 1:2 Sebescen 45, 2:2 Berbatow 52, 2:3 Née 64, 2:4 Govou 84 |

| Poz | Klub                | Mecze | Zw | Rem | Por | Pkt | BrZd | BrStr |
| --- | ------------------- | ----- | -- | --- | --- | --- | ---- | ----- |
| 1   | FC Barcelona        | 6     | 5  | 0   | 1   | 15  | 12   | 5     |
| 2   | Bayer 04 Leverkusen | 6     | 4  | 0   | 2   | 12  | 10   | 9     |
| 3   | Olympique Lyonnais  | 6     | 3  | 0   | 3   | 9   | 10   | 9     |
| 4   | Fenerbahçe SK       | 6     | 0  | 0   | 6   | 0   | 3    | 12    |

### Grupa G
| Deportivo La Coruña – Olympiakos SFP 2:2 (1:0) - 18.09 2001 1:0 González 22, 1:1 Giannakopoulos 80, 1:2 Oforiquaye 83, 2:2 Valerón 90                                     |
| Manchester United – Lille OSC 1:0 (0:0) - 18.09 2001 1:0 Beckham 90 |
| Deportivo La Coruña – Manchester United 2:1 (0:1) - 25.09 2001 0:1 Scholes 40, 1:1 Pandiani 86, 2:1 Naybet 90                                                             |
| Lille OSC – Olympiakos SFP 3:1 (2:0) - 25.09 2001 1:0 Bakari 33, 2:0 Cheyrou 44, 3:0 Tafforeau 79, 3:1 Giannakopoulos 90                                                  |
| Olympiakos SFP – Manchester United 0:2 (0:0) - 10.10 2001 0:1 Beckham 66, 0:2 Cole 82                                                                                     |
| Lille OSC – Deportivo La Coruña 1:1 (0:0) - 10.10 2001 0:1 Valerón 49, 1:1 Olufade 87                                                                                     |
| Olympiakos SFP – Lille OSC 2:1 (0:1) - 17.10 2001 0:1 Bassir 38, 1:1 Alexandris 53, 2:1 Niniadis 64                                                                       |
| Manchester United – Deportivo La Coruña 2:3 (2:2) - 17.10 2001 1:0 Van Nistelrooij 7, 1:1 González 37, 2:1 Van Nistelrooij 40, 2:2 Diego Tristán 39, 2:3 Diego Tristán 60 |
| Deportivo La Coruña – Lille OSC 1:1 (1:1) - 23.10 2001 1:0 Diego Tristán 14k, 1:1 Cheyrou 20k                                                                             |
| Manchester United – Olympiakos SFP 3:0 (0:0) - 23.10 2001 1:0 Solskjaer 79, 2:0 Giggs 88, 3:0 Van Nistelrooij 90                                                          |
| Olympiakos SFP – Deportivo La Coruña 1:1 (0:0) - 31.10 2001 1:0 Alexandris 51, 1:1 Capdevila 84                                                                           |
| Lille OSC – Manchester United 1:1 (0:1) - 31.10 2001 0:1 Solskjaer 6, 1:1 Cheyrou 65                                                                                      |

| Poz | Klub                | Mecze | Zw | Rem | Por | Pkt | BrZd | BrStr |
| --- | ------------------- | ----- | -- | --- | --- | --- | ---- | ----- |
| 1   | Deportivo La Coruña | 6     | 2  | 4   | 0   | 10  | 10   | 8     |
| 2   | Manchester United   | 6     | 3  | 1   | 2   | 10  | 10   | 6     |
| 3   | Lille OSC           | 6     | 1  | 3   | 2   | 6   | 7    | 7     |
| 4   | Olympiakos SFP      | 6     | 1  | 2   | 3   | 5   | 6    | 12    |

### Grupa H
| Spartak Moskwa – Feyenoord 2:2 (0:1) - 18.09 2001 0:1 Bosvelt 12, 0:2 Tomasson 59, 1:2 Robson 62, 2:2 Biesczastnych 69                                   |
| Bayern Monachium – Sparta Praga 0:0 - 18.09 2001 |
| Spartak Moskwa – Bayern Monachium 1:3 (0:2) - 25.09 2001 0:1 Hasan Salihamidžić 16, 0:2 Elber 41, 1:2 Baranow 64, 1:3 Elber 74                           |
| Sparta Praga – Feyenoord 4:0 (2:0) - 25.09 2001 1:0 Hartig 24, 2:0 Labant 38k, 3:0 Kincl 71, 4:0 Michalik 74                                             |
| Feyenoord – Bayern Monachium 2:2 (2:1) - 10.10 2001 0:1 Elber 13, 1:1 Van Hooijdonk 38, 2:1 Tomasson 45, 2:2 Elber 50                                    |
| Sparta Praga – Spartak Moskwa 2:0 (0:0) - 10.10 2001 1:0 Kincl 57, 2:0 Sionko 88                                                                         |
| Bayern Monachium – Spartak Moskwa 5:1 (3:0) - 17.10 2001 1:0 Pizarro 7, 2:0 Pizarro 22, 3:0 Elber 33, 4:0 Elber 52, 4:1 Biesczastnych 58, 5:1 Zickler 90 |
| Feyenoord – Sparta Praga 0:2 (0:1) - 17.10 2001 0:1 Jarosik 43, 0:2 Novotny 78                                                                           |
| Bayern Monachium – Feyenoord 3:1 (2:1) - 23.10 2001 1:0 Van Gobbel 12s, 1:1 Elmander 25, 2:1 Santa Cruz 30, 3:1 Santa Cruz 90                            |
| Spartak Moskwa – Sparta Praga 2:2 (2:1) - 23.10 2001 1:0 Robson 4, 1:1 Holub 29, 2:1 Biesczastnych 34, 2:2 Babnic 90                                     |
| Feyenoord – Spartak Moskwa 2:1 (2:1) - 31.10 2001 1:0 Tomasson 5, 1:1 Biesczastnych 14, 2:1 Elmander 18                                                  |
| Sparta Praga – Bayern Monachium 0:1 (0:1) - 31.10 2001 0:1 Novotny 40s                                                                                   |

| Poz | Klub             | Mecze | Zw | Rem | Por | Pkt | BrZd | BrStr |
| --- | ---------------- | ----- | -- | --- | --- | --- | ---- | ----- |
| 1   | Bayern Monachium | 6     | 4  | 2   | 0   | 14  | 14   | 5     |
| 2   | Sparta Praga     | 6     | 3  | 2   | 1   | 11  | 10   | 3     |
| 3   | Feyenoord        | 6     | 1  | 2   | 3   | 5   | 7    | 14    |
| 4   | Spartak Moskwa   | 6     | 0  | 2   | 4   | 2   | 7    | 16    |

## II faza grupowa

### Grupa A
| Bayern Monachium – Manchester United 1:1 (0:0) - 20.11 2001 0:1 Van Nistelrooij 74, 1:1 Paulo Sergio 87                                                             |
| Boavista FC – FC Nantes 1:0 (1:0) - 20.11 2001 1:0 Sánchez 24 |
| Manchester United – Boavista FC 3:0 (1:0) - 05.12 2001 1:0 Van Nistelrooij 31, 2:0 Blanc 55, 3:0 Van Nistelrooij 62                                                 |
| FC Nantes – Bayern Monachium 0:1 (0:0) - 05.12 2001 0:1 Paulo Sergio 65                                                                                             |
| Boavista FC – Bayern Monachium 0:0 - 20.02 2002 |
| FC Nantes – Manchester United 1:1 (1:0) - 20.02 2002 1:0 Moldovan 9, 1:1 Van Nistelrooij 90                                                                         |
| Bayern Monachium – Boavista FC 1:0 (0:0) - 26.02 2002 1:0 Santa Cruz 81                                                                                             |
| Manchester United – FC Nantes 5:1 (3:1) - 26.02 2002 0:1 da Rocha 17, 1:1 Beckham 18, 2:1 Solskjaer 31, 3:1 Silvestre 38, 4:1 Van Nistelrooij 64k, 5:1 Solskjaer 78 |
| Manchester United – Bayern Monachium 0:0 - 13.03 2002 |
| FC Nantes – Boavista FC 1:1 (1:0) - 13.03 2002 1:0 Moldovan 43, 1:1 Martelinho 78                                                                                   |
| Boavista FC – Manchester United 0:3 (0:2) - 19.03 2002 0:1 Blanc 14, 0:2 Solskjaer 29, 0:3 Beckham 51k                                                              |
| Bayern Monachium – FC Nantes 2:1 (0:0) - 19.03 2002 0:1 Ahamada 54, 1:1 Jeremies 58, 2:1 Pizarro 87                                                                 |

| Poz | Klub              | Mecze | Zw | Rem | Por | Pkt | BrZd | BrStr |
| --- | ----------------- | ----- | -- | --- | --- | --- | ---- | ----- |
| 1   | Manchester United | 6     | 3  | 3   | 0   | 12  | 13   | 3     |
| 2   | Bayern Monachium  | 6     | 3  | 3   | 0   | 12  | 5    | 2     |
| 3   | Boavista FC       | 6     | 1  | 2   | 3   | 5   | 2    | 8     |
| 4   | FC Nantes         | 6     | 0  | 2   | 4   | 2   | 4    | 11    |

### Grupa B
| Galatasaray SK – AS Roma 1:1 (1:0) - 20.11 2001 1:0 Pérez 22, 1:1 Emerson 90                                        |
| Liverpool – FC Barcelona 1:3 (1:1) - 20.11 2001 1:0 Owen 27, 1:1 Kluivert 41, 1:2 Rochemback 65, 1:3 Overmars 84    |
| AS Roma – Liverpool 0:0 - 05.12 2001                                                                                |
| FC Barcelona – Galatasaray SK 2:2 (0:2) - 05.12 2001 0:1 Ümit Karan 5, Fleurquin 41, 1:2 Saviola 49, 2:2 Saviola 66 |
| Liverpool – Galatasaray SK 0:0 - 20.02 2002                                                                         |
| FC Barcelona – AS Roma 1:1 (0:0) - 20.02 2002 0:1 Panucci 57, 1:1 Kluivert 82                                       |
| Galatasaray SK – Liverpool 1:1 (0:0) - 26.02 2002 1:0 Niculescu 71, 1:1 Heskey 79                                   |
| AS Roma – FC Barcelona 3:0 (0:0) - 26.02 2002 1:0 Emerson 61, 2:0 Montella 74, 3:0 Tommasi 90                       |
| AS Roma – Galatasaray SK 1:1 (0:1) - 13.03 2001 0:1 Ümit Karan 45, 1:1 Cafu 52                                      |
| FC Barcelona – Liverpool 0:0 - 13.03 2001                                                                           |
| Liverpool – AS Roma 2:0 (1:0) - 19.03 2001 1:0 Litmanen 7k, Heskey 64                                               |
| Galatasaray SK – FC Barcelona 0:1 (0:0) - 19.03 2001 0:1 Luis Enrique 58                                            |

| Poz | Klub           | Mecze | Zw | Rem | Por | Pkt | BrZd | BrStr |
| --- | -------------- | ----- | -- | --- | --- | --- | ---- | ----- |
| 1   | FC Barcelona   | 6     | 2  | 3   | 1   | 9   | 7    | 7     |
| 2   | Liverpool      | 6     | 1  | 4   | 1   | 7   | 4    | 4     |
| 3   | AS Roma        | 6     | 1  | 4   | 1   | 7   | 6    | 5     |
| 4   | Galatasaray SK | 6     | 0  | 5   | 1   | 5   | 5    | 6     |

### Grupa C
| Panathinaikos AO – FC Porto 0:0 - 21.11 2001                                                                                        |
| Sparta Praga – Real Madryt 2:3 (1:2) - 21.11 2001 0:1 Zidane 20, 1:1 Michalik 30, 1:2 Morientes 36, 2:2 Sionko 72, 2:3 Morientes 74 |
| FC Porto – Sparta Praga 0:1 (0:0) - 04.12 2001 0:1 Sionko 75                                                                        |
| Real Madryt – Panathinaikos AO 3:0 (1:0) - 04.12 2001 1:0 Helguera 41, 2:0 Raúl 66, 3:0 Raúl 72                                     |
| Sparta Praga – Panathinaikos AO 0:2 (0:1) - 19.02 2002 0:1 Karagounis 39, 0:2 Konstantinou 71                                       |
| Real Madryt – FC Porto 1:0 (0:0) - 19.02 2002 1:0 Solari 83                                                                         |
| Panathinaikos AO – Sparta Praga 2:1 (1:0) - 27.02 2002 1:0 Konstantinou 14, 2:0 Konstantinou 47, 2:1 Klein 90                       |
| FC Porto – Real Madryt 1:2 (1:2) - 27.02 2002 0:1 Solari 7, 0:2 Iván Helguera 20, 1:2 Capucho 28                                    |
| FC Porto – Panathinaikos AO 2:1 (1:0) - 12.03 2002 1:0 Deco 12, 2:0 Pena 54, 2:1 Kolkka 65                                          |
| Real Madryt – Sparta Praga 3:0 (0:0) - 12.03 2002 1:0 Solari 60, 2:0 Guti 64, 3:0 Savio 71                                          |
| Sparta Praga – FC Porto 2:0 (0:0) - 20.03 2002 1:0 Sionko 63, 2:0 Jarosik 71                                                        |
| Panathinaikos AO – Real Madryt 2:2 (1:1) - 20.03 2002 1:0 Liberopoulos 9, 1:1 Morientes 11, 2:1 Goumas 64, 2:2 Portillo 80          |

| Poz | Klub             | Mecze | Zw | Rem | Por | Pkt | BrZd | BrStr |
| --- | ---------------- | ----- | -- | --- | --- | --- | ---- | ----- |
| 1   | Real Madryt      | 6     | 5  | 1   | 0   | 16  | 14   | 5     |
| 2   | Panathinaikos AO | 6     | 2  | 2   | 2   | 8   | 7    | 8     |
| 3   | Sparta Praga     | 6     | 2  | 0   | 4   | 6   | 6    | 10    |
| 4   | FC Porto         | 6     | 1  | 1   | 4   | 4   | 3    | 7     |

### Grupa D
| Deportivo La Coruña – Arsenal F.C. 2:0 (2:0) - 21.11 2001 1:0 Makaay 9, 2:0 Diego Tristán 25                                             |
| Juventus F.C. – Bayer 04 Leverkusen 4:0 (3:0) - 21.11 2001 1:0 Trezeguet 8, 2:0 Del Piero 37, 3:0 Tudor 44, 4:0 Trezeguet 60,            |
| Arsenal F.C. – Juventus F.C. 3:1 (2:0) - 04.12 2001 1:0 Ljungberg 21, 2:0 Henry 28, 2:1 Trezeguet 49, 3:1 Ljungberg 88                   |
| Bayer 04 Leverkusen – Deportivo La Coruña 3:0 (0:0) - 04.12 2001 1:0 Zé Roberto 64, 2:0 Neuville 67, 3:0 Ballack 79                      |
| Juventus F.C. – Deportivo La Coruña 0:0 - 19.02 2002                                                                                     |
| Bayer 04 Leverkusen – Arsenal F.C. 1:1 (0:0) - 19.02 2002 0:1 Pires 56, 1:1 Kirsten 90                                                   |
| Deportivo La Coruña – Juventus F.C. 2:0 (1:0) - 27.02 2002 1:0 Diego Tristán 8, 2:0 Feitoza 77                                           |
| Arsenal F.C. – Bayer 04 Leverkusen 4:1 (2:0) - 27.02 2002 1:0 Pires 5, 2:0 Henry 7, 3:0 Vieira 48, 4:0 Bergkamp 83, 4:1 Sebescen 86      |
| Arsenal F.C. – Deportivo La Coruña 0:2 (0:2) - 12.03 2002 0:1 Valerón 30, 0:2 Naybet 40                                                  |
| Bayer 04 Leverkusen – Juventus F.C. 3:1 (1:0) - 12.03 2002 1:0 Butt 24k, 1:1 Tudor 61, 2:1 Brdarić 71, 3:1 Babić 90                      |
| Juventus F.C. – Arsenal F.C. 1:0 (0:0) - 20.03 2002 1:0 Zalayeta 76                                                                      |
| Deportivo La Coruña – Bayer 04 Leverkusen 1:3 (0:1) - 20.03 2002 0:1 Ballack 34, 0:2 Schneider 54, 1:2 Diego Tristán 75, 1:3 Neuville 86 |

| Poz | Klub                | Mecze | Zw | Rem | Por | Pkt | BrZd | BrStr |
| --- | ------------------- | ----- | -- | --- | --- | --- | ---- | ----- |
| 1   | Bayer 04 Leverkusen | 6     | 3  | 1   | 2   | 10  | 11   | 11    |
| 2   | Deportivo La Coruña | 6     | 3  | 1   | 2   | 10  | 7    | 6     |
| 3   | Arsenal F.C.        | 6     | 2  | 1   | 3   | 7   | 8    | 8     |
| 4   | Juventus F.C.       | 6     | 2  | 1   | 3   | 7   | 7    | 8     |

## 1/4 finału
| Panathinaikos AO – FC Barcelona 1:0 i 1:3 1 03.04 2002 1:0 Bassinas 72k 2 10.04 2002 1:0 Konstandinou 8, 1:1 Luis Enrique 23, 1:2 Luis Enrique 49, 1:3 Saviola 61                                    |
| Bayern Monachium – Real Madryt 2:1 i 0:2 1 02.04 2002 0:1 Geremi 11, 1:1 Effenberg 82, 2:1 Pizarro 88 2 10.04 2002 0:1 Helguera 69, 0:2 Guti 85                                                      |
| Deportivo La Coruña – Manchester United 0:2 i 2:3 1 02.04 2002 0:1 Beckham 15, 0:2 Van Nistelrooij 41 2 10.04 2002 0:1 Solskjaer 23, 1:1 Blanc 45s, 1:2 Solskjaer 56, 1:3 Giggs 69, 2:3 Djalminha 90 |
| Liverpool – Bayer 04 Leverkusen 1:0 i 2:4 1 03.04 2002 1:0 Hyypiä 44 2 09.04 2002 0:1 Ballack 16, 1:1 Xavier 42, 1:2 Ballack 64, 1:3 Berbatow 67, 2:3 Litmanen 78, 2:4 Lúcio 84                      |

## 1/2 finału
| FC Barcelona – Real Madryt 0:2 i 1:1 1 23.04 2002 0:1 Zidane 55, 0:2 McManaman 90 2 01.05 2002 0:1 Raúl 43, 1:1 Helguera 48s                                                         |
| Manchester United – Bayer 04 Leverkusen 2:2 i 1:1 1 24.04 2002 1:0 Solskjaer 29, 1:1 Ballack 62, 2:1 Van Nistelrooij 67k, 2:2 Neuville 75 2 30.04 2002 1:0 Keane 28, 1:1 Neuville 45 |

## Finał
| 15 maja 2002 Glasgow Hampden Park (51 456) Real Madryt – Bayer 04 Leverkusen 2:1 (2:1) Sędzia: Urs Meier (Szwajcaria) Bramki: 1:0 Raúl 8, 1:1 Lúcio 14, 2:1 Zinédine Zidane 45 Żółte kartki: Michel Salgado, Roberto Carlos / - Real Madrid Club de Fútbol (trener Vicente del Bosque): César Sánchez (68 Iker Casillas) – Michel Salgado, Fernando Hierro (kapitan), Iván Helguera, Roberto Carlos, Luís Figo (61 Steve McManaman), Claude Makélélé (73 Flávio Conceição), Zinédine Zidane, Santiago Hernán Solari, Raúl, Fernando Morientes Turn- und Sportverein Bayer 04 Leverkusen (trener Klaus Toppmöller): Hans-Jörg Butt – Zoltan Sebescen (65 Ulf Kirsten), Boris Živković, Lúcio (90+1 Marko Babić), Diego Placente, Bernd Schneider, Carsten Ramelow (kapitan), Yıldıray Baştürk, Michael Ballack, Oliver Neuville, Thomas Brdarić (39 Dimityr Berbatow) |